# Tribunal prévôtal (France)
Pour les articles homonymes, voir Tribunal prévôtal.
Le tribunal prévôtal, dans la législation française, est une juridiction militaire qui peut être mise en place dans des zones situées hors du territoire français où des troupes militaires françaises sont en stationnement ou en opération. Les tribunaux prévôtaux ont compétence en matière de justice militaire dans ces zones. Ils sont mis en place par les Prévôts sur décision du Ministre de la Défense.

## Textes législatifs
L'article L1 du Code de justice militaire dispose que :
« 
La justice militaire est rendue au nom du peuple français sous le contrôle de la Cour de cassation :
1° En temps de guerre, par des tribunaux territoriaux des forces armées et par des tribunaux militaires aux armées.
2° Lorsqu'ils sont établis dans les conditions prévues par le présent code, par les tribunaux prévôtaux.
 »
L'article L421-1 du Code de justice militaire dispose que :
« Hors du territoire de la République et si des tribunaux militaires aux armées sont établis, un tribunal prévôtal, dont les règles de compétence et de procédure sont définies aux articles suivants, peut être institué dans la zone de stationnement ou d'opération des troupes auxquelles il est rattaché.
 

Le tribunal prévôtal est composé d'un magistrat mobilisé en qualité d'assimilé spécial du service de justice militaire et d'un greffier appartenant au tribunal militaire aux armées auquel est attaché le tribunal prêvotal.
 

Le ministre de la défense décide de l'établissement des tribunaux prévôtaux. »
Un tel tribunal avait été institué en 1983 en Allemagne  à Berlin. Il a pris fin avec le Tribunal aux armées de Baden-Baden en 2000.